# Каменское водохранилище (Харьковская область)
Каменское водохранилище — небольшое русловое водохранилище на реке Каменка (правый приток реки Северский Донец). Расположено в Изюмском районе Харьковской области. Водохранилище построено в 1981 году по проекту института «Харкивдипроводгосп». Назначение — орошение, рыборазведения, рекреация. Вид регулирования — многолетнее.

## Основные параметры водохранилища
- Нормальный подпорный уровень — 85,0 м;
- Форсированный подпорный уровень — 86,5 м;
- Полный объем — 5010000 м³;
- Полезный объем — 4510000 м³;
- Длина — 2,85 км;
- Средняя ширина — 0,43 км;
- Максимальная ширина — 1,10 км;
- Средняя глубина — 3,66 м;
- Максимальная глубина — 9,20 м.

## Основные гидрологические характеристики
- Площадь водосборного бассейна — 161 км².
- Годовой объем стока 50 % обеспеченности — 10100000 м³.
- Паводковый сток 50 % обеспеченности — 7900000 м³.
- Максимальный расход воды 1 % обеспеченности — 186 м³/с.

## Состав гидротехнических сооружений
- Глухая земляная плотина шириной — 10 м. Заделка верхового откоса — 1:8, низового откоса — 1:2,5.
- Шахтный водосброс из монолитного железобетона высотой — 10,7 м, трёхпотоковая, овальная в плане с площадью проточной части — 70 м².
- Водоотводная труба имеет ширину каждой ячейки по 3 м, высота — 2,5 м, длина — 54 м.
- Рекомендуемый водовыпуск из двух стальных труб диаметром 700 мм, оборудованных защёлками.

## Использование водохранилища
Водохранилище было построено для орошения в колхозе «Украина» Изюмского района. В настоящее время используется для рыборазведения СЗАО «Изюм-рыба».